# 活動扳手

活動扳手

活動扳手，一邊為活動爪另一邊為固定爪，藉由調節螺紋可任意調進退，適用於各種大小螺帽，而不是像傳統的固定扳手那樣只有一種尺寸，故稱之為活動扳手。

## 形式和名稱
最初是1842年由英國工程师Richard Clyburn 發明的，但現今使用的活動扳手要歸因於1892年瑞典发明家Johan Petter Johansson 改進設計。
固定顎可以承受彎曲應力遠低於可動顎更好，因為後者僅支持由平表面上的導槽，而不是工具的整個厚度的兩側。因此該工具通常成角度，使得接觸的可動夾爪的區域更靠近工具的主體，這意味著較少的彎曲應力。

## 正確使用
可動顎應緊貼調整到螺母或螺栓頭，以防止緊固件的頭部傷害。